# Macronemurus amoenus
Macronemurus amoenus är en insektsart som först beskrevs av Hölzel 1972.  Macronemurus amoenus ingår i släktet Macronemurus och familjen myrlejonsländor. Inga underarter finns listade i Catalogue of Life.